# تاييس (أوبرا)
أوبرا تاييس (بالفرنسية: Thaïs opéra)‏ هي أوبرا في ثلاثة أعمال لجول ماسينيت، من تأليف لويس جاليت. تم عرضها لأول مرة في قصر غارنييه في 16 مارس 1895.

ترجع أحداثها إلى القرن الخامس الميلادي في الأسكندرية وقت حكم البيزنطين في مصر.وتدور احداثها حول تاهيس فتاة تمارس الخطية حتي يقنعها أثانايل بتركها لها ويتركها عند أحد أديرة الراهبات ولما يشتاق إليها ويذهب ليفتقدها تكون قد ماتت ونتتهي القصة نهاية مأساوية كعادة ماسيني.

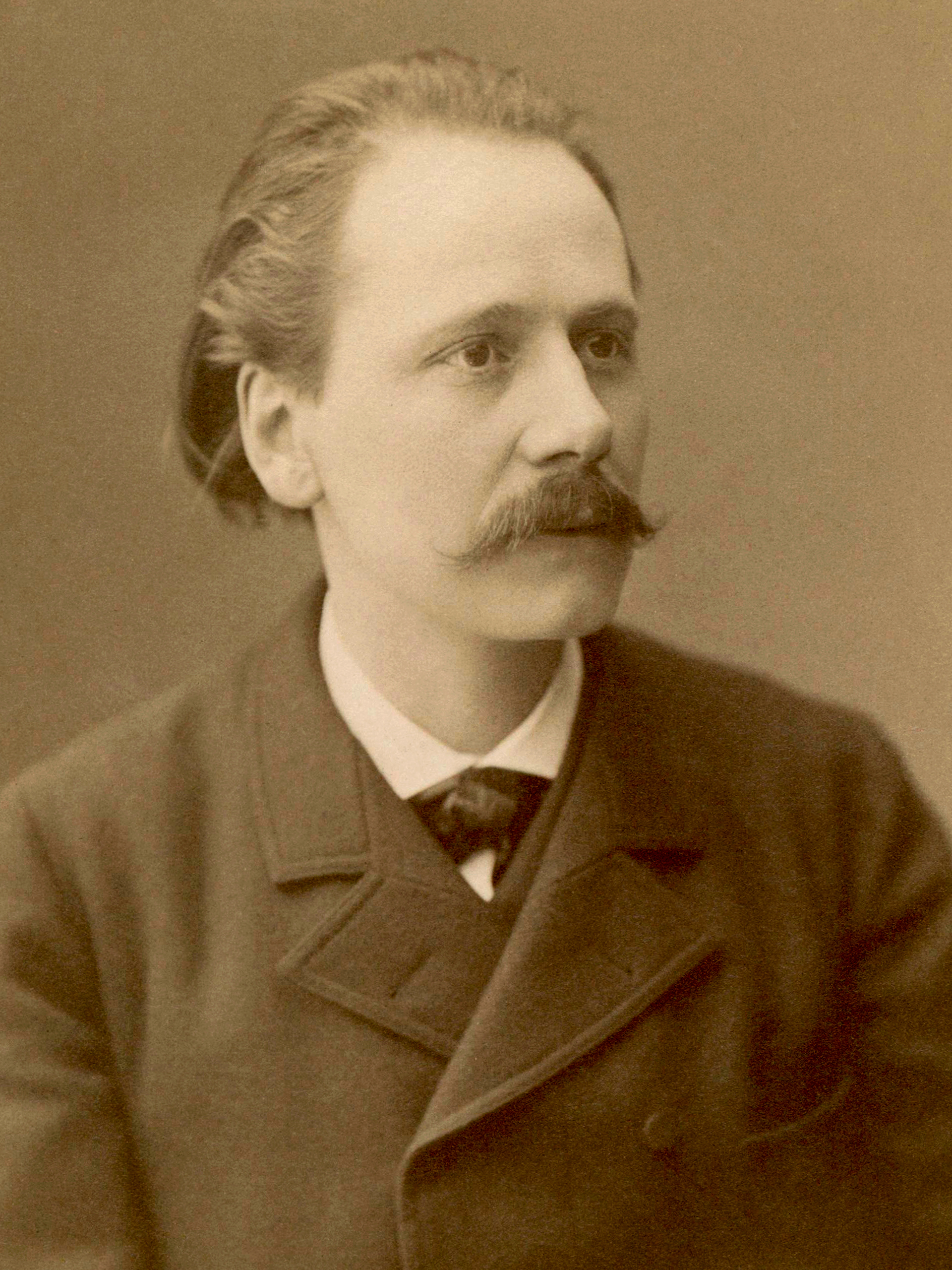
الموسيقار جول ماسينيه

## الشخصيات الرئيسية
- تاهيس - سوبرانو
- الراهب أثنايل - الباريتون
- نيسياس - تينور
- باليمون - باس
- ميرتال: ميريان هيجلون
- كروبيل
- الأم البين خادمة الدير

## الفصل الأول[4]
مجموعة من الرهبان يقومون بعملهم مع اثانيل ثم يجتمع بهم باليمون كبير الرهبان ليخبرهم انه منزعج جدا من تاهيس وينصح بأن يذهب اليها احد الرهبان ليقنعها ان تكون مسيحية ويذهب بها إلى الدير وبالفعل يذهب اثنايل إلى الأسكندرية ليزور نيكياس صديقه القديم الذي لما يعرف غرضه من الزيارة ينصحه بالأبتعاد عنها ثم ينزلا السوق ليشتريا ملابس العيد ثم ذهبا ليلتها إلى حفل تاهيس والبسه ملابس خادم ليتنكر بها وفي الحفل تسأل تاهيس عن اثانيل ليقول لها انه جاء ليعلمها أحتقار الجسد وحب الألم فتسخر منه.

## الفصل الثاني
تعلن تاهيس عن أستيائها من حياتها الفارغة وماذا يحدث عندما تشيب وفي هذه اللحظة يدخل اثانيل ويحاول اقناعها ان الحياة ستزول ويبقي في النهاية الأعمال الطيبة حتي ينجح في أقناعها ان تعتنق المسيحية ويجعلها توافق ان تذهب معه إلى الصحراء بعد أن امرها بحرق بيتها لمحو ماضيها الشرير لكن طلبت منه الأحتفاظ بتمثال ايروس اله الحب.

## الفصل الثالث
تسافر تاهيس واثانايل عبر الصحراء ويدور الكثير من الحديث بينهم إلى ان يصلا إلى الدير فتفتح لهم الأم البين ويودعها هناك لكن عندما يعود اثانايل إلى الدير وهو يشعر ان حياته لا تسوي شئ بدونها ويحلم بها مرتين وفي النهاية يقرر ان يزورها وعند وصوله اليها يراها وهي تحتضر وعند اقترابه تبوح له برؤياها أنها تنظر السموات مفتوحة والملائكة ترحب بقدومها ثم تموت تاهيس وينهار اثانايل ساقطا علي المسرح.

## شعبيتها
وقدمت لأول في المسرح الكبيرفى  ريمس فى يناير 1895 تم عرضها لأول مرة في قصر غارنييه في باريس 16 مارس 1895

## القديسة تاهيس في المصادر القبطية[6]
تختلف الرواية القبطية لتلك القصة في أشياء عديدة عن المصادر التي استقي منها لويس جالي الأوبرا حيث تقول المصادر القبطية عن سيرة القديسة تأييس انها نشأت بالإسكندرية يتيمة الأب، وكانت والدتها غير حكيمة استغلت جمال ابنتها البارع فألحقتها بعمل في السوق العام لتكسب الكثير، خاصة وأن الفتاة كان حلوة اللسان لبقة الحديث. تعرفت علي أغنياء المدينة الذين قدموا لها الكثير عند قدميها من أجل اشتهائهم لحسنها ، وهكذا اشتهرت تاييس كإحدي الساقطات، تفتح بيتها للأغنياء الطامعين في جمالها.وإذ سمع عنها القديس بيصاريون أحد شيوخ برية شيهيت الكبار، وكيف صارت تاييس سبب في لسقوط الكثيرين اشتاقت نفسه إلى خلاصها، فقدم صلوات كثيرة بدموعٍ ومطانياتٍ مع أصوامٍ من أجلها لكي ينتشلها من هذه الهوة. تخفي (تنكر) القديس بيصاريون وطلب مقابلتها كشخص عادى، وإذ دخل حجرتها دار بينهما الحديث التالي:
- ألا يوجد مكان أكثر عزلة أستطيع أن أحدثك فيه بحرية؟
- يوجد، لكن لا جدوي من الذهاب إليه، لأنك إن كنت تستحي من الناس فإنه في هذه الغرفة لا يرانا أحد، أما إذا كنت تخشي عين الله فليس عندي غرفة لا يراك فيها.

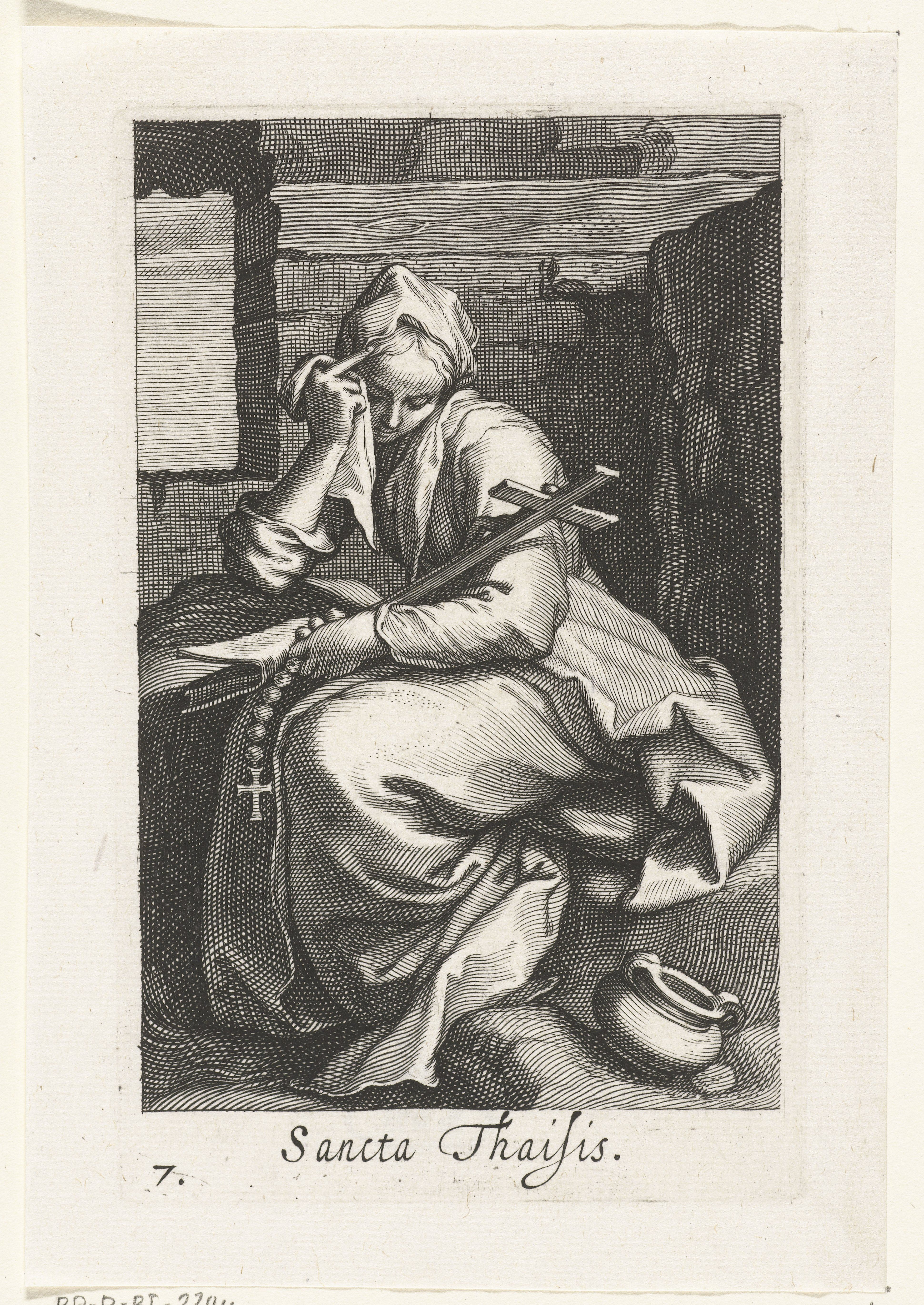
القديسة تاهيس التائبة

- هل تعرفين أن الله موجود، وأنه توجد مكافأة للفضيلة ومجازاة عن الخطية؟ فإن كنتِ تعرفين أنه يوجد حكم ودينونة، كيف تتسببين في هلاك كل هذه النفوس؟ لأنه من أجل هذه النفوس الكثيرة سيكون عقابك أكثر.
وإذ شعرت تاييس بجدية الحديث، وتلامست مع نعمة الله الغنية، امتلأت خجلًا، ثم سقطت علي الأرض لتنفجر في البكاء بلا توقف، وهي تقول: "يا أبي، السماء هي التي أرسلتك. إني أعلم أنه توجد توبة للذين يخطئون. أريد أن أترك الحياة النجسة التي سلكت فيها منذ زمنٍ بعيد. أرجوك أن تساعدني علي خلاص نفسي، وسأطيع أوامرك بكل دقة، ومهما قلت من أمرٍ سأفعله."
ثم نزلت السوق واحرقت كل ممتلكاتها علنا امام الجميع ثم أرشدها القديس بيصاريون إلى احد بيوت العذاري فأخذت تتعبد في قلاية صغيرة ليلا ونهار.
وبعد ثلاث سنوات التقي القديس بيصاريون بالقديس أنبا أنطونيوس الكبير، وروي له قصة تاييس التائبة، وسأله إن كان الله قبل توبتها أم لا. طلب القديس أنبا أنطونيوس من بعض تلاميذه أن يصلوا لكي يكشف لهم الرب أمرها. وبالفعل رأي القديس بولس البسيط كأن كرسيًا مجيدًا لم يجلس عليه أحد بين كراسي القديسين، وأمامه ثلاثة ملائكة يمسك كل منهما سراجًا وإكليلًا بهيًا ينزل عليه. إذ رأي القديس بولس البسيط ذلك قال: "هذا العرش لتاييس".وفي الصباح انطلق القديس بولس يروي للقديس أنبا أنطونيوس رؤياه، وإذ سمعها الأنبا بيصاريون فرح جدًا واستأذن منصرفًا، ومضي إلى بيت العذاري ليخرج تاييس من قلايتها الصغيرة الحبيسة فيها، وأما هي فبانسحاق ترجته أن يتركها فيها حتي يوم انتقالها.لم تبقَ في القلاية سوي حوالي أسبوعين ثم مرضت وتوفيت.

## محاولة فاشلة للتقليد
حاول الموسيقار الأنجليزي السير جون تافنير عام 1998م بتقديم أوبرا مشابهة لأوبرا تاهيس الا هو أوبرا ماري المصرية لكن هذه الأوبرا لم تنجح ولم تحز علي أعجاب الجمهور.